# Coscia (famiglia)
I Coscia, anche detti anticamente Cossa o Salvacossa, sono una famiglia storica italiana originaria dell'Isola d'Ischia, da cui quest'ultima, secondo una tesi non confermata, avrebbe preso il nome (dal latino còxa = coscia). La famiglia è attestata sin dalla dominazione greca.

## Storia
La famiglia Coscia fu uno dei più antichi casati nobili napoletani appartenente al seggio di Capuana e Nilo. Ha goduto la nobiltà anche in Ischia, Monteleone e Sessa Aurunca. Entrò nell'Ordine di Malta nel 1577. I suoi esponenti ricoprirono importanti cariche specie in campo militare ed ecclesiastico.
La famiglia nel corso dei secoli ebbe numerosi feudi, tra i quali: Buonalbergo, Montechiodo, Grottaminarda, Montecalvo, San Marcellino d'Aversa, San Giorgio La Molara e Vairano.
Ebbe vari titoli tra cui:
- barone di: Agropoli, Casano, Ceppaloni, Parete e Procida;
- conte di: Troia, Bellante, Tagliacozzo, Mirabella.
- duca di Sant'Agata de' Goti (1585);
- duca di Paduli (1727).[5]

## Esponenti della famiglia
Alcuni esponenti della famiglia furono:
- Pietro, familiare e capitano al tempo di re Federico II di Svevia;
- Marino, capitano generale del mare sotto Carlo II d'Angiò;
- Michele, capitano generale del mare al tempo di Federico III di Sicilia;
- Pietro, governatore dell'isola di Ischia con Federico III di Sicilia che tradì per Carlo II d'Angiò;
- Nuccio, cameriere e ambasciatore di re Roberto d'Angiò;
- Pietro, gran almirante della regina Giovanna I d'Angiò;
- Michele, capitano di re Ladislao;
- Baldassare, (1370-1419) creato cardinale da papa Bonifacio IX fu eletto pontefice con il nome di Giovanni XXIII;
- Michele, generale del mare al tempo della regina Giovanna II d'Angiò;
- Giovanni, vicario del regno per Renato d’Angiò;

ramo dei duchi di Paduli
- Niccolò Paolo Andrea, (1682-1755), arcivescovo di Traianopoli e cardinale prete del titolo di Santa Maria in Domnica. Acquisì potere e ricchezze per l'amicizia con il cardinal Orsini, poi papa Benedetto XIII, in tal modo poté acquistare ben sette feudi nel regno di Napoli che furono intestati al fratello Baldassare che ebbe il titolo di duca di Paduli;[6]
- Raffaele, duca di Paduli (XIX secolo).